# Ken Silverman
Pour les articles homonymes, voir Silverman.
Ken Silverman, né le 1er novembre 1975 à Mount Kisco, est un chercheur en programmation graphique américain.
Il est également, sur son temps libre, développeur de jeu vidéo indépendant. Ses moteurs les plus connus sont :
- le moteur de jeu Build utilisé notamment dans Duke Nukem 3D, Blood et Shadow Warrior ;
- le moteur Voxlap utilisé dans le jeu Ace of Spades.